# Феод
Феод (също – лен; късно латински: feodum, feudum; франкски: fehu-ôd, френски: fief, английски: fee, немски: Lehn; в буквален превод: добитък, имущество) е средновековен институт, намерил широко приложение, като означение на поземлен имот и/или фискален приход, работен и/или даван от господаря (известен още като „сюзерен“) на васала (поданика на господаря). Поземленият имот може да е пряко собствен или косвено владян от името на по-висшестоящ суверен.
От 8 век насетне раздаването на феоди става масово явление в Европа. Първоначално феодите започват да се преотстъпват от владетелите на васалите като награда за верноподаничество или срещу някакво задължение по служба към сюзерена. Постепенно те стават пожизнени, а от средата на 10 век се и наследяват от най-големия син на починалия васал, след като положи клетва за вярност към сюзерена и заплати релеф за земята (ленна такса).
В Османската империя (включително и по българските земи) особен вид феод представлява чифликът. Чифликът е земеделско или стоково стопанство с голям имот и населено място край него, а господарят му (наричан чифликчия) владеел както стопанските, така и жилищните имомти в чифлика и се разпореждал върху селяните, живеещи там.
По времето на Хенри II в Англия ленната такса станала значителен приход в царската хазна. Това довежда до недоволство на бароните, които по времето на сина му Джон Безземни издействат подписването на първата Велика харта на свободите на 15 юни 1215 г., гарантираща конституционно гражданските права и свободи пред кралската власт.